# Spectravideo SVI-738
El Spectravideo SVI-738 X'Press MSX es un ordenador doméstico compatible MSX-1 fabricado por Spectravideo en 1985.
Popularmente conocido como el MSX 1.5 por incorporar de serie todas las ampliaciones posibles del momento (SVI siempre se distinguió del resto de fabricantes por ofrecer más prestaciones, como el CP/M o los Keypads numéricos, algo que sólo incorporaron el resto en los MSX2; este modelo es su mayor exponente). Junto con el Sony HB-501 (que integra casete), son los únicos intentos de hacer un equipo portable. Spectravideo lo entrega con una bolsa de transporte donde viene ya todo el equipo en la caja original. Utilizado por algunos con un monitor al estilo del Apple IIc como equipo portátil. Incorpora de serie el MSX DOS 1.0 y el CP/M 2.2, con lo que permite acceder a una de las mayores bibliotecas de soft de entonces.
Se comercializa principalmente en toda Europa. En Polonia es comercializado por Skadnica Harcerska a un precio de 590 000 ZLP (el sueldo medio de dos meses en aquellas fechas), donde equipa varias escuelas (de hecho es el único equipo MSX conocido allí). En Finlandia también equipa varias escuelas. En Inglaterra se vende a 399,95 libras. En España lo vende inicialmente Indescomp hasta la creación de la filial española, a un pecio de 84400 pesetas.
Junto con la unidad de disco integrada y el puerto serie, lo que más destaca del equipo es el uso del chip gráfico de los MSX-2, aunque el uso de sólo 16 KB de VRAM le permita añadir sólo el modo de 80 columnas. Esto y los fallos iniciales de diseño (los equipos iniciales tienen bugs en la ROM de disco, y los cartuchos de Konami con chip SCC-sound no funcionan o tienen mal sonido) motiva a los usuarios que en varios países encuentran como convertirlo en MSX 2. Spectravideo nunca explotó ese negocio, ya volcada en el mercado del compatible IBM PC.

## Detalles Técnicos
- CPU Zilog Z80A a 3,579 MHz
- ROM 56 KB, 16 KB para el MSX BASIC V1.0, 16 KB para el BIOS + 16K de Disco + 8K de RS-232) ampliables mediante cartuchos.
- RAM 64 KB ampliables a 4096 mediante cartuchos
- VRAM 16 KB controladas directamente por un Chip de gráficos Yamaha V9938 (NTSC / PAL) con capacidad de 32 sprites (1 color, máximo 4 por línea horizontal). 16 colores disponibles. Caracteres redefinibles por el usuario. 4 modos direccionables desde BASIC
  - SCREEN 0 : texto de 40 x 24 con 2 colores
  - SCREEN 1 : texto de 32 x 24 con 16 colores
  - SCREEN 2 : gráficos de 256 x 192 con 16 colores
  - SCREEN 3 : gráficos de 64 x 48 con 16 colores
  - Modo de texto 80x24 blanco y negro sólo accesible desde CP/M y MSX-DOS
- Chip de sonido : General Instrument AY-3-8910 con 3 canales de 8 octavas de sonido más uno de ruido blanco.
- Carcasa  Cuadrada de 372 x 292 x 60 mm plegado en plástico blanco con peso de 2 kilogramos. Tamaño similar al Apple IIc. Slot de cartuchos MSX en la parte superior, junto a rejilla de aireación. Unidad de disco integrada en el lateral derecho, junto a toma de casete y dos joysticks. 2 LED de Power y Disco. Asa de transporte / apoyo angulado / tapa de conectores traseros. Protegido por esta, conector DE-9 de la interfaz RS-232, conector DB-25 de la unida externa de disquete, conector de Impresora MSX, selector de canales UHF del modulador de televisión, conectores RCA de Audio/Vídeo y conector de la Fuente de alimentación externa e interruptor de encendido/apagado. Con bolsa de transporte de serie.
- Teclado QWERTY/AZERTY de 69 teclas. Incluye todas las teclas estándar : Escape, Tab ↹, Caps Lock, Control y 2 ⇧ Mayús. En la hilera superior 5 teclas de función (usando ⇧ Mayús + Fn, un total de 10 funciones disponibles), pipe/barra invertida, tecla de acentos varios, tecla Stop y 3 teclas de edición (CLS Home/Copy, Paste/Insert, Out/Delete). En la hilera inferior 2 teclas especiales: Graph y Code (en combinación con las teclas alfanuméricas permiten acceder a los pares de caracteres gráficos indicados en el manual), barra espaciadora y tecla Select. LED rojo en la tecla Caps Lock que se enciende al clavar mayúsculas. Teclas de cursor de forma rectangular y sobre ellas LEDs de actividad de la unidad de disquete.
- Fuente de alimentación: externa de 220 voltios AC 50 Hz a 16 voltios AC 2 amperios, con un consumo de 36 vatios
- Soporte
  - Interfaz de casete a 1200 o 2400 baudios (Formato FSK). Fácilmente modificable por ensamblador
  - Unidad de disquete integrada de 3,5 pulgadas y simple o doble cara (los primeros con simple cara). Segunda unidad externa opcional
  - Una ranura de cartucho ROM
- Sistema Operativo CP/M 2.2 y MSX-DOS 1.0 ambos de serie con el equipo
- Entrada/Salida :
  - Dos conectores DE-9 de Joystick MSX en el lateral derecho
  - Conector DIN 8 de Interfaz de casete MSX en el lateral derecho
  - Conector de TV (modulador de RF UHF) PAL (NTSC en Estados Unidos)
  - Conector Monitor Audio/Vídeo (conector RCA)
  - Puerto paralelo de impresora MSX (conector Centronics 14)
  - Conector de unidad externa de disquete, exclusiva del SVI 738
  - Puerto serie RS-232 en formato DE-9
  - 1 ranura de cartucho MSX en la zona superior central.
- Ampliaciones : puede usar cualquier periférico compatible MSX (más de 200 documentados). Los fabricados por Spectravideo son:

| Código   | Descripción                                                            |
| -------- | ---------------------------------------------------------------------- |
| SVI-102M | QuickShot II MSX Joystick                                              |
| SVI-105M | Tableta gráfica                                                        |
| SVI-107M | QuickShot VII MSX joycard                                              |
| SVI-109M | QuickShot IX MSX joyball                                               |
| SVI-2000 | QuickShot Robotarm ( + cartucho controlador MSX SVI-2000C)             |
| SVI-707  | Unidad de disco externa (5.25", doble cara, doble densidad, 40 pistas) |
| SVI-709  | Tarjeta de Red SVI                                                     |
| SVI-727  | Interfaz de 80 columnas                                                |
| SVI-747  | Ampliación de memoria de 64KB RAM                                      |
| SVI-757  | Interfaz RS-232                                                        |
| SVI-767  | lectograbadora de casete                                               |
| SVI-787  | Unidad de disco externa (3.5", simple cara, doble densidad, 80 pistas) |
| SVI-808  | Módem 1200 baudios                                                     |
| SVI-777  | String Floppy Drive (unidad de cinta backup)                           |
| MXTELX   | Convierte al 728 en un servidor Minitel (Francia)                      |

## Fuente
- El Museo de los 8 Bits
- Publicidad con el precio en España